# Elvis Sings For Children And Grownups Too !
Elvis Sings For Children And Grownups Too ! (Lit. Elvis canta para niños y adultos también) es un álbum compilatorio de Elvis Presley que abarca diferentes estilos musicales, editado por la compañía RCA Víctor en 1978   a partir de canciones que en su mayoría Elvis había grabado a lo largo de su carrera para bandas sonoras de películas. Originalmente fue manufacturado en formato disco de vinilo. La RIAA lo certificó como disco de oro en 2011, Las canciones "Old shep" y "Let me be (Your Teddy bear)" del compilado son las únicas canciones garbadas en formato monoaural.

## Lista de canciones

#### Lado A
- Let me be (Your Teddy Bear) incluido  de la película Loving you
- Wooden heart  (Corazón de madera) de la película G.I.Blues (El blues del soldado)
- Five Sleepyhead una canción de cuna que originalmente fuera parte de la banda sonora de la película Speedway
- Puppet on a String una canción infantil de la película Girl Happy
- Angel, canción de la película Follow that dream
- Old McDonalld, canción popular que Elvis interpretara en la película Double trouble (Doble problema)

#### Lado B
- How Would You Like To Be originalmente grabado para la película "It happened at the World fair" (Sucedió en la feria mundial)
- Cotton Candy Land originalmente grabado para la película "It happened at the World fair" (Sucedió en la feria mundial)
- Old Shep el único tema del álbum que Elvis no había realizado para una banda sonora. Elvis cantó el tema por primera vez a los 10 años y posteriormente lo grabó en 1956 para su segundo álbum "Elvis".
- Big Boots de la película G.I.Blues (El blues del soldado) en
- Have A Happy de la película "Change of habit" (Cambio de hábito) [3]

## Portada
La portada del disco presenta una imagen de Elvis en los 70s  vestido con un jumpsuit celeste conjuntamente con una serie de dibujos o garabatos realizados con crayones sobre una suerte de collage.. También  existe una edición de este álbum en cuya portada Elvis viste el jumpsuit con el disco azteca que usara en su último concierto en el Market Square Arena de Indianápolis.